# Edo-Tokyo-Museum

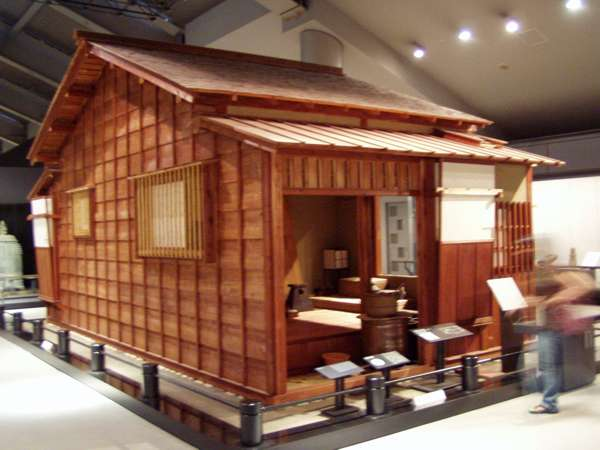
einfaches Stadt-Wohnhaus (Edo-Periode)

Das Edo-Tokyo-Museum (jap. 江戸東京博物館, Edo Tōkyō Hakubutsukan) ist ein 1992 gegründetes Museum für die Geschichte von Tokio im Stadtteil Yokoami von Sumida.

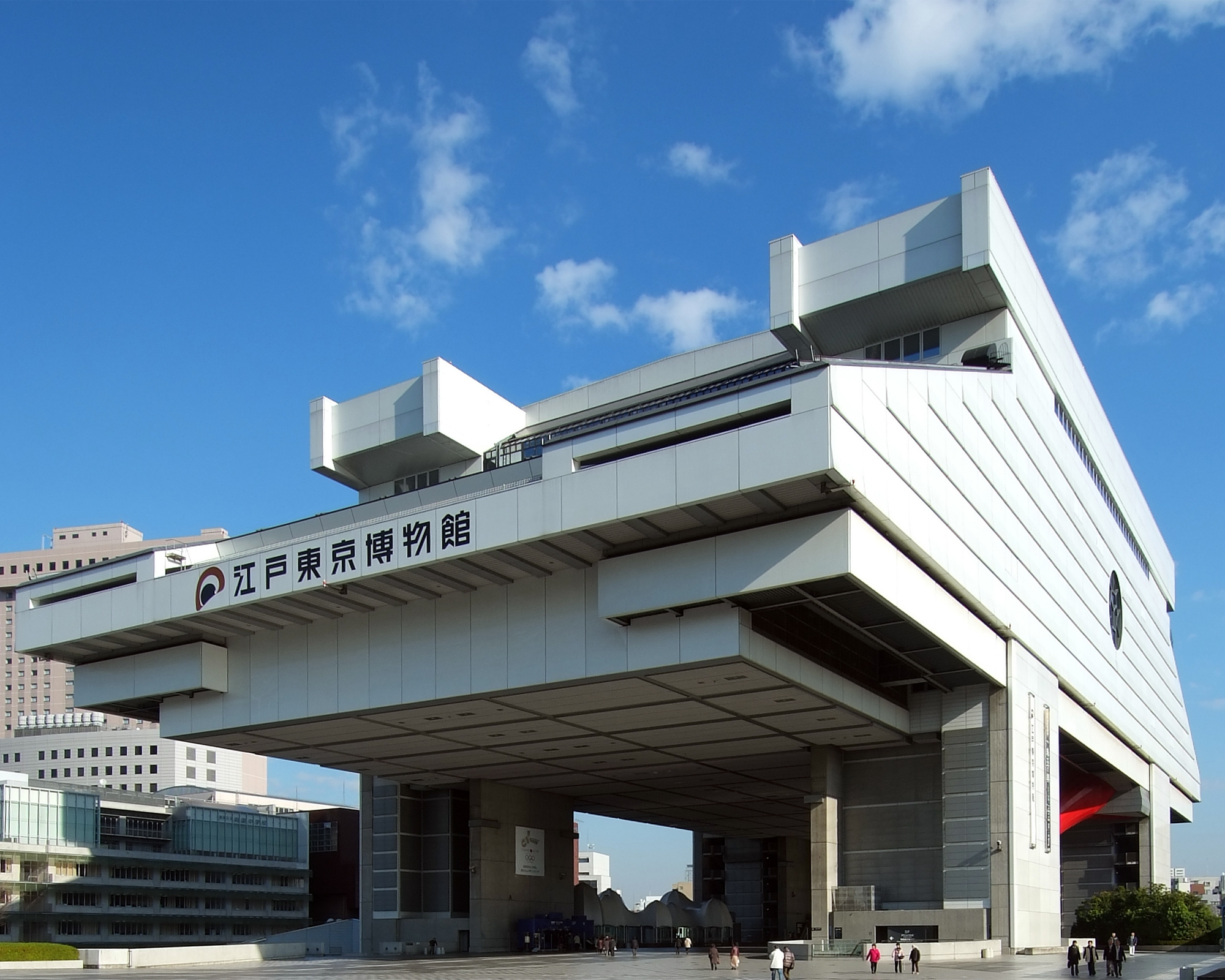
Museumsgebäude

Die Dauerausstellung umfasst unter anderem eine Rekonstruktion der Nihonbashi, jener Brücke, die traditionell als Ausgangspunkt aller Straßen in Japan gilt, sowie zahlreiche Modelle der Stadt und Nachbildungen von Häusern aus der Edo-, Meiji- und Shōwa-Zeit.
Das Gebäude erinnert an die Architektur alter Speicherhäuser und liegt in unmittelbarer Nähe der Ryōgoku-Halle (Ryōgoku Kokugikan) und des Bahnhofs Ryōgoku.